# Memot
Memot (in lingua khmer:មេមត់), nella traslitterazione francofona Mimot,  è una città, capoluogo del distretto (srok) omonimo della provincia di Tbong Khmum, nella Cambogia orientale, in prossimità del confine con il Vietnam.

## Geografia fisica
Memot dista circa 80 km di strada sia da Kampong Cham che da Tay Ninh, in Vietnam. Malgrado ciò, nell'intero distretto non vi sono posti di confine ed il più vicino, nel distretto di Ponhea Kraek a sud, dista circa 40 km di strada.
Memot si trova sulla Strada Nazionale N.7 (NH7), pressappoco a mezza strada tra Kampong Cham e Kratié.
Il distretto confina a nord con la Provincia di Kratié, a est con la provincia vietnamita di Bình Phước e a sud con la provincia vietnamita di Tay Ninh. A ovest confina invece con due altri distretti della sua stessa provincia, Ponhea Kraek e Dambae.

## La cultura preistorica "Memotiana"
Memot ha dato il nome a una cultura preistorica presente nell'area. Infatti "Memotiana" (Mimotien) è la denominazione che a tale cultura diede Bernard Philippe Groslier, storico e archeologo francese che intraprese nel 1962 lavori di scavo presso siti circolari notati già negli anni trenta e identificati con maggior precisione da Louis Malleret nel 1959, sia nel distretto di Memot che nella vicina zona d'oltreconfine di Song Be. Malleret identificò 17 caratteristiche strutture circolari, del diametro anche di 200 metri, costituite da un argine esterno e un fossato interno delimitato da un secondo argine in terra più basso, ed una rettangolare, nella regione di ultisuoli della provincia.
Groslier scavò uno di questi siti (da qui denominato "sito di Groslier"), rinvenendo oggetti in pietra e migliaia di cocci e attribuendogli origine neolitica. Tuttavia non lasciò indicazioni precise per ritrovare lo scavo né documentò estesamente i ritrovamenti. Il sito di Groslier venne ritrovato alla fine degli anni novanta, con la ripresa degli scavi nella zona. Grazie anche ai rilevamenti satellitari, finora sono state scoperte 36 di queste strutture. La datazione complessiva resta abbastanza incerta,  alcuni frammenti di ciondoli di vetro rinvenuti in un sito sono stati datati tramite Carbonio-14 al primo millennio a.C.

## Amministrazione
Il governatore del distretto di Memot è Chek Sa Om.
Il distretto è suddiviso in 14 comuni (khum) e 175 villaggi (phum).

## Società

### Evoluzione demografica
Secondo il censimento del 1998, gli abitanti del distretto erano 111.296 e le abitazioni 21.775. Il numero medio di abitanti per abitazioni è perciò 5,1, leggermente più basso della media cambogiana di 5,2. Il rapporto tra i sessi è 94.5%, quindi vi è una differenza significativa a favore degli abitanti di sesso femminile.